# Ipsos (Phrygie)
Pour l’article homonyme, voir Ipsos, institut de sondages.
Ipsos (en grec ancien Ἴψος ou Ἴψους, Ipsous) est une ancienne cité grecque de Phrygie, près de la ville d'Afyonkarahisar, toutes deux situées dans la province d'Afyonkarahisar, en Asie mineure. Elle se trouve actuellement à l'emplacement de l'actuel village d'Ipsili. 
La cité d'Ipsos est célèbre pour avoir été le théâtre, dans les plaines de la cité, de la bataille d'Ipsos en 301 av. J.-C., durant laquelle Antigone le Borgne, roi de Macédoine, trouve la mort. La cité était fortifiée et occupait une position stratégique.